# Rijnvoetbalkampioenschap 1924/25 (Zuid-Duitsland)
In 1924/25 werd het zeventiende Rijnvoetbalkampioenschap gespeeld, dat georganiseerd werd door de Zuid-Duitse voetbalbond. 
VfR Mannheim werd kampioen en plaatste zich voor de Zuid-Duitse eindronde. De kampioenen werden in één groep ingedeeld en VfR werd kampioen en doorbrak daarmee de hegemonie van de Beierse clubs. De club mocht hierdoor deelnemen aan de eindronde om de landstitel en verloor hier in de eerste ronde met 4:1 van TuRU 1880 Düsseldorf. 

## Bezirkliga
| Plaats | Club                      | Wed. | W  | G | V | Saldo | Ptn.  |
| ------ | ------------------------- | ---- | -- | - | - | ----- | ----- |
| 1.     | VfR Mannheim 1896         | 14   | 11 | 2 | 1 | 39:9  | 24:4  |
| 2.     | FC Phönix 04 Ludwigshafen | 14   | 9  | 3 | 2 | 33:12 | 21:7  |
| 3.     | SV Waldhof 07             | 14   | 6  | 3 | 5 | 24:20 | 15:13 |
| 4.     | VfL 1884 Neckarau         | 14   | 5  | 4 | 5 | 23:24 | 14:14 |
| 5.     | FC 1903 Pirmasens         | 14   | 4  | 5 | 5 | 22:24 | 13:15 |
| 6.     | SV Darmstadt 98           | 14   | 4  | 2 | 8 | 17:36 | 10:18 |
| 7.     | VfTuR Feudenheim          | 14   | 2  | 5 | 7 | 18:30 | 9:19  |
| 8.     | FC Pfalz 03 Ludwigshafen  | 14   | 1  | 4 | 9 | 10:31 | 6:22  |

|  | Kampioen, geplaatst voor Zuid-Duitse eindronde |
|  | Degradatie                                     |

## Kreisliga

### Neckarkreis
| Plaats | Club                          | Wed.           | W              | G              | V              | Saldo          | Ptn.           |
| ------ | ----------------------------- | -------------- | -------------- | -------------- | -------------- | -------------- | -------------- |
| 1.     | Mannheimer FC 08 Lindenhof    | 17             | 14             | 3              | 0              | 54:13          | 31:03          |
| 2.     | SpVgg 07 Mannheim             | 18             | 10             | 5              | 3              | 44:26          | 25:11          |
| 3.     | FC Germania 03 Friedrichsfeld | 18             | 9              | 5              | 4              | 48:30          | 23:13          |
| 4.     | Mannheimer FC Phönix 02       | 18             | 10             | 3              | 5              | 41:23          | 23:13          |
| 5.     | FC Vorwärts Mannheim          | 17             | 8              | 1              | 8              | 38:35          | 17:17          |
| 6.     | SpVgg Plankstadt              | 16             | 5              | 5              | 6              | 28:27          | 15:17          |
| 7.     | VfB Heidelberg                | 18             | 5              | 4              | 9              | 27:43          | 14:22          |
| 8.     | FV 1910 Schwetzingen          | 15             | 3              | 3              | 9              | 16:28          | 09:21          |
| 9.     | FC Viktoria Neckarshausen     | 11             | 3              | 1              | 7              | 20:24          | 07:15          |
| 10.    | SK Hertha Mannheim            | 17             | 0              | 2              | 15             | 17:70          | 02:32          |
| 11.    | VfB Mannheim                  | Teruggetrokken | Teruggetrokken | Teruggetrokken | Teruggetrokken | Teruggetrokken | Teruggetrokken |

|  | Geplaatst voor promotie-eindronde |
|  | Trok zich in december 1924 terug  |

### Odenwaldkreis
| Plaats | Club                        |
| ------ | --------------------------- |
| 1.     | FV 09 Weinheim              |
|        | SpVgg 03 Sandhofen          |
|        | SpVgg Amicitia 09 Viernheim |
|        | FC Olympia Lampertheim      |
|        | VfR Bürstadt                |
|        | Viktoria Griesheim          |
|        | SC Olympia Lorsch           |
|        | FC Germania Pfungstadt      |
|        | VfR Union Darmstadt         |
|        | SpVgg Olympia Arheiligen    |

|  | Geplaatst voor promotie-eindronde |

### Kreis Vorderpfalz
Uit de Kreis Vorderpfalz is enkel kampioen Ludwigshafener FG 03 bekend.

### Kreis Hinterpfalz
| Plaats | Club                          |
| ------ | ----------------------------- |
| 1.     | VfR Pirmasens                 |
|        | SV Phönix 1910 Kaiserslautern |
|        | Pfalz Pirmasens               |
|        | Viktoria Mittelbexbach        |
|        | VfB Zweibrücken               |
|        | FV 1900 Kaiserslautern        |
|        | FV Wiesenthalerhof            |
|        | Olympia Kaiserslautern        |
|        | VfR Kaiserslautern            |
|        | FC Niederauerbach             |
|        | SC Pirmasens                  |

|  | Geplaatst voor promotie-eindronde |

### Promotie-eindronde
| Plaats | Club                       | Wed. | W | G | V | Saldo | Ptn.  |
| ------ | -------------------------- | ---- | - | - | - | ----- | ----- |
| 1.     | Ludwigshafener FG 03       | 6    | 5 | 0 | 1 | 20:06 | 10:02 |
| 2.     | Mannheimer FC 08 Lindenhof | 5    | 4 | 0 | 1 | 12:04 | 08:02 |
| 3.     | VfR Pirmasens              | 5    | 2 | 0 | 3 | 05:12 | 04:06 |
| 4.     | FV 09 Weinheim             | 6    | 0 | 0 | 6 | 03:17 | 00:12 |

|  | Promotie naar Bezirksliga 1925/26 |